# Ferjani Sassi
Ferjani Sassi (arabisch فرجاني ساسي, DMG Farǧānī Sāsī; * 18. März 1992 in Ariana) ist ein tunesischer Fußballspieler. Der Mittelfeldspieler spielt auch für die tunesische Nationalmannschaft.

## Karriere

### Verein
Sassis Vereinskarriere begann beim tunesischen Erstligisten CS Sfax, für den er zwischen 2010 und 2015 in 83 Ligaspielen 10 Tore erzielte. Mit dem Verein wurde er in der Saison 2012/13 tunesischer Meister. Später wechselte er zum französischen Club FC Metz in die Ligue 2. Mit dem Club gelang ihm mit dem dritten Platz in der Abschlusstabelle der Aufstieg in die 2016/17. In 39 Ligaspielen traf er einmal für den Club.
Sassi wechselte im Sommer 2016 zum tunesischen Erstligisten Espérance Tunis, mit der er ein Jahr später tunesischer Meister wurde. Bis zur Winterpause der Saison 2017/18 lief er in 39 Spielen für den Club auf und traf dabei siebenmal. Anschließend wechselte er in die erste saudische Liga zum al-Nasr FC in Riad und im Juli 2018 zum Zamalek SC in Ägypten.
Ende Juli 2021 ging er nach Katar. Hier unterschrieb er in Doha einen Vertrag beim Erstligisten al-Duhail SC. Nach 35 Ligaspielen, in denen er drei Treffer erzielte, wechselte er im Juli 2023 zu dem ebenfalls in der ersten Liga spielenden al-Gharafa Sports Club. Am 24. Mai 2025 stand er mit dem al-Gharafa im Finale des Emir of Qatar Cup. Hier besiegte man den al-Rayyan SC mit 2:1. In den Spiel schoss er das Tor zur 1:0-Führung.

### Nationalmannschaft
Sassi spielt seit 2013 für die tunesische Nationalmannschaft. Beim Africa Cup of Nations 2015 schied er mit der Mannschaft im Viertelfinale gegen den Gastgeber aus Äquatorialguinea aus. Beim Africa Cup 2017 in Gabun schied er mit dem Team erneut im Viertelfinale, diesmal gegen den späteren Drittplatzierten aus Burkina Faso, aus. 2018 schaffte Sassi den Sprung ins tunesische Aufgebot zur Weltmeisterschaft. Im Auftaktspiel, dem 1:2 gegen England, erzielte er den Ausgleichstreffer per Elfmeter.

## Erfolge
al-Duhail SC
- Katarischer Meister: 2022/23

al-Gharafa Sports Club
- Emir of Qatar Cup: 2025